# Era Istrefi
Era Istrefi, ibland känd som enbart Era (stiliserat som ERA), född 4 juli 1994 i Pristina, är en kosovoalbansk sångare och låtskrivare. Istrefi slog igenom med sin debutsingel "Mani për Money" 2013 som snabbt fick positiv kritik. Hennes uppföljande singlar "A po don" och "E dehun" nådde liknande framgångar som debuten. 2014 vann hon tre utmärkelser vid Videofest för sina musikvideor, däribland pris för bästa nya artist 2013.
2015 nådde Istrefi större framgångar genom sin singel "Njo si ti" som fick miljontals visningar på Youtube inom en vecka. Hennes första samarbete med en annan artist blev låten "Shumë pis" som Istrefi släppte tillsammans med sångaren Ledri Vula 2015. Låten blev en av Kosovo och Albaniens största sommarhittar 2015. 
I januari 2016 fick Istrefi internationellt erkännande för sin singel "BonBon" som fick över 360 miljoner visningar på Youtube och hennes musik liknades vid artister som Rihanna och Sia. Efter singelns framgångar skrev Istrefi skivkontrakt med de amerikanska skivbolagen Sony Music och Ultra Music i februari 2016. 2017 tilldelades hon European Border Breakers Award.

## Liv och karriär
Istrefi föddes i juli 1994 i Pristina i Kosovo som dotter till sångerskan Suzana Tahirsylaj, en välkänd sångerska i Kosovo och Albanien på 1980- och 1990-talet, och kameramannen Nezir Istrefi. Efter hennes fars död 2004 slutade hennes mor att sjunga och kort därefter slog hennes äldre syster Nora Istrefi (född 1986) igenom som sångerska och blev en av de mest populära sångerskorna i de albansktalande områdena. Istrefi gjorde sin debut 2013 då hon släppte singeln och musikvideon "Mani për money", en reggae-popsång som var en ny genre för den albanska musikindustrin. Låten fick främst positivt mottagande och blev snabbt en hit. Några månader efter debuten släppte hon "A po don?", en låt i en annan genre och med en provokativ musikvideo. Hennes tredje singel, inspirerad av Nexhmije Pagarushas låt med samma namn blev "E dehun". Låten använde delvis delar av Pagarushas original och blev snabbt en stor hit. Låten gav bland annat erkännande genom tre priser vid VideoFest Awards. Låtens musikvideo fick dock viss negativ kritik på grund av att den delvis spelats in i den Serbisk-ortodoxa kyrkan i Pristina, där Era Istrefi uppträdde i en halvnaken utstyrsel.
I december 2014 släppte hon singeln "13", en popballad som producerats i USA. Musikvideon fick närmare 200 000 visningar inom 24 timmar. Låten blev även omskriven i den amerikanska tidskriften V Magazine. I december 2015 släppte hon sin singel "BonBon" som snabbt blev hennes hittills största hit. Musikvideon spelades in i Kosovo. En månad efter att låten släppts blev den viral på sociala medier som Instagram och Facebook och Istrefi fick internationell uppmärksamhet, bland annat genom Chloë Grace Moretz. I februari 2016 skrev hon kontrakt med de amerikanska skivbolagen Sony Music och Ultra Music. På grund av framgångarna med "BonBon" på den internationella marknaden meddelade Istrefi att en engelsk version av låten skulle släppas.
I februari 2017 släpptes hennes första singel på engelska via hennes nya skivbolag Ultra Music med titeln "Redrum".

## Privatliv
Istrefi är dotter till sångerskan Suzana Tahirsylaj och kameramannen Nezir Istrefi som avled 2004. Hon har två systrar, Nora Istrefi, som är en av Kosovos största popstjärnor och Nita Istrefi som är stylist. Hon har även en yngre bror, Bledi Istrefi. Hennes influenser av Bob Marley har blivit framträdande i hennes låtar. Hon använder ofta hans namn och citat i hennes låtar. Hon är uppvuxen i Pristina med sin mor och syskon. Istrefi har uttryckt sitt stöd för HBTQ-personers rättigheter.

## Diskografi
Istrefis låtar skrevs främst på gegisk dialekt, snarare än toskiska. Hon är en av ett fåtal sångare i den albansktalande regionen som mixar låtar i olika genrer som reggae, dubstep och pop. Istrefi använder sig ofta, likt många andra albanska artister, av korta engelska uttryck i sina låtar. Efter att hon signades till Ultra Music 2016 släpper hon även musik på engelska.

### Singlar
| "Mani për money" (Pengamani)                                                   | 2013 | —  | —  | —  | —  | —  | —  | —  | —  | —  | —  |                           |
| "A po don?" (Vill du?)                                                         | 2014 | —  | —  | —  | —  | —  | —  | —  | —  | —  | —  |                           |
| "E dehun" (Berusad) (feat. Mixey)                                              | 2014 | —  | —  | —  | —  | —  | —  | —  | —  | —  | —  |                           |
| "13"                                                                           | 2014 | —  | —  | —  | —  | —  | —  | —  | —  | —  | —  |                           |
| "Njo si ti" (Nån som du)                                                       | 2015 | —  | —  | —  | 26 | —  | —  | —  | —  | —  | —  |                           |
| "Shumë pis" (Väldigt snuskig) (feat. Ledri Vula)                               | 2015 | —  | —  | —  | —  | —  | —  | —  | —  | —  | —  |                           |
| "BonBon"                                                                       | 2016 | 46 | 19 | 39 | 1  | 95 | 38 | 29 | 10 | 68 | 39 | - BVMI: Guld - NVPI: Guld |
| "Redrum" (feat. Felix Snow)                                                    | 2017 | —  | —  | —  | —  | —  | —  | —  | —  | —  | —  |                           |
| "—" markerar låt som inte tog sig in på listan eller inte släpptes i regionen. |      |    |    |    |    |    |    |    |    |    |    |                           |

## Utmärkelser och nomineringar
| År   | Evenemang             | Kategori                       | Nominerat verk   | Resultat  |
| ---- | --------------------- | ------------------------------ | ---------------- | --------- |
| 2014 | VideoFest Awards      | Bästa framträdande             | "E dehun"        | Vann      |
| 2014 | VideoFest Awards      | Bästa styling                  | "E dehun"        | Vann      |
| 2014 | VideoFest Awards      | Bästa kvinnliga artist         | "E dehun"        | Nominerad |
| 2014 | VideoFest Awards      | Bästa nya artist               | "Mani për money" | Vann      |
| 2014 | Zhurma Show Awards    | Bästa nya artist               | "E dehun"        | Nominerad |
| 2015 | Zhurma Show Awards    | Bästa samarbete                | "Shumë pis"      | Nominerad |
| 2015 | Zhurma Show Awards    | Internetpris                   | "Shumë pis"      | Vann      |
| 2015 | Zhurma Show Awards    | Bästa låt                      | "Shumë pis"      | Nominerad |
| 2016 | Top Music Awards      | Årets samarbete                | "Shumë pis"      | Vann      |
| 2016 | Top Music Awards      | Årets låt                      | "Shumë pis"      | Nominerad |
| 2016 | Top Music Awards      | Årets låt                      | "BonBon"         | Vann      |
| 2016 | Top Music Awards      | Årets kvinnliga artist         | "Sig själv"      | Vann      |
| 2016 | Top Music Awards      | Avantgarde-artist              | "Sig själv"      | Nominerad |
| 2016 | Kult Awards           | Årets låt                      | "BonBon"         | Nominerad |
| 2017 | Eurosonic Noorderslag | European Border Breakers Award | "Sig själv"      | Vann      |
| 2017 | Eurosonic Noorderslag | Publikens pris                 | "Sig själv"      | Nominerad |